# Inês Henriques
Inês Pereira Henriques GOM (Santarém, 1 de maio de 1980) é uma marchadora portuguesa, campeã e recordista mundial da marcha de 50 km.
Treina no Clube de Natação de Rio Maior.

## Biografia
A sua terra natal é a Estanganhola, freguesia de São Sebastião, a 5 quilómetros de Rio Maior. Os seus pais produzem carvão. Tem uma irmã mais velha, Sónia.
Para ir para a escola, fazia 8 km a pé diariamente. Na escola fez parte da equipa de atletismo.
Quando Susana Feitor se sagrou campeã da marcha em 1991, Inês experimentou a marcha pela primeira vez e sagrou-se campeã nacional de infantis.
Licenciou-se em enfermagem em Santarém.
Participou no Campeonato da Europa de Atletismo de 2002, em Munique, na Alemanha, ficando no 15º lugar.
No Campeonato Mundial de Atletismo de 2005 em Helsínquia na Finlândia ficou no 27º lugar e no Campeonato da Europa de Atletismo de 2006, em Gotemburgo, na Suécia, ficando no 12º lugar.
No Campeonato Mundial de Atletismo de 2007, em Osaka, no Japão, obteve a 7ª posição, no Campeonato Mundial de Atletismo de 2009, em Munique, na Alemanha, classificou-se na 11ª posição e no Campeonato da Europa de Atletismo de 2010, em Barcelona ficou no 9º lugar.
Inês Henriques bateu a 15 de janeiro de 2017 o recorde do mundo nos 50 km marcha, ao cumprir a distância em 4:08ː25, em Porto de Mós, no primeiro ano que a distância passou a fazer parte do programa oficial no setor feminino.
Em 13 de agosto de 2017 ganhou a medalha de ouro nos 50 km marcha dos Mundiais de Londres batendo novamente seu recorde do mundo com o tempo de 4ː05ː56, na primeira vez que esta prova foi disputada no Campeonato Mundial de Atletismo.
A 30 de agosto de 2018, foi agraciada com o grau de Grande-Oficial da Ordem do Mérito.

## Recorde pessoal
Nos 20 km marcha tem como recorde pessoal tem a marca de 1:29:36, conseguida a 19 de junho de 2010, na Corunha.

## Jogos olímpicos
Prestações nos jogos olímpicos: 
- Atenas 2004 - 20.º lugar
- Londres 2012 - 15.º lugar
- Rio 2016 - 12.º lugar (1:31.28) [7]